# Vilanova d'Alcolea
Vilanova d'Alcolea (em valenciano e oficialmente) ou Villanueva de Alcolea (em castelhano) é um município da Espanha na província de Castelló, Comunidade Valenciana. Tem 68,4 km² de área e em 2021 tinha 578 habitantes (densidade: 8,5 hab./km²).

## Demografia
| Variação demográfica do município entre 1991 e 2004 | Variação demográfica do município entre 1991 e 2004 | Variação demográfica do município entre 1991 e 2004 | Variação demográfica do município entre 1991 e 2004 |
| --------------------------------------------------- | --------------------------------------------------- | --------------------------------------------------- | --------------------------------------------------- |
| 1991                                                | 1996                                                | 2001                                                | 2004                                                |
| 734                                                 | 669                                                 | 640                                                 | 637                                                 |